# Philip Yorke, 1. Earl of Hardwicke

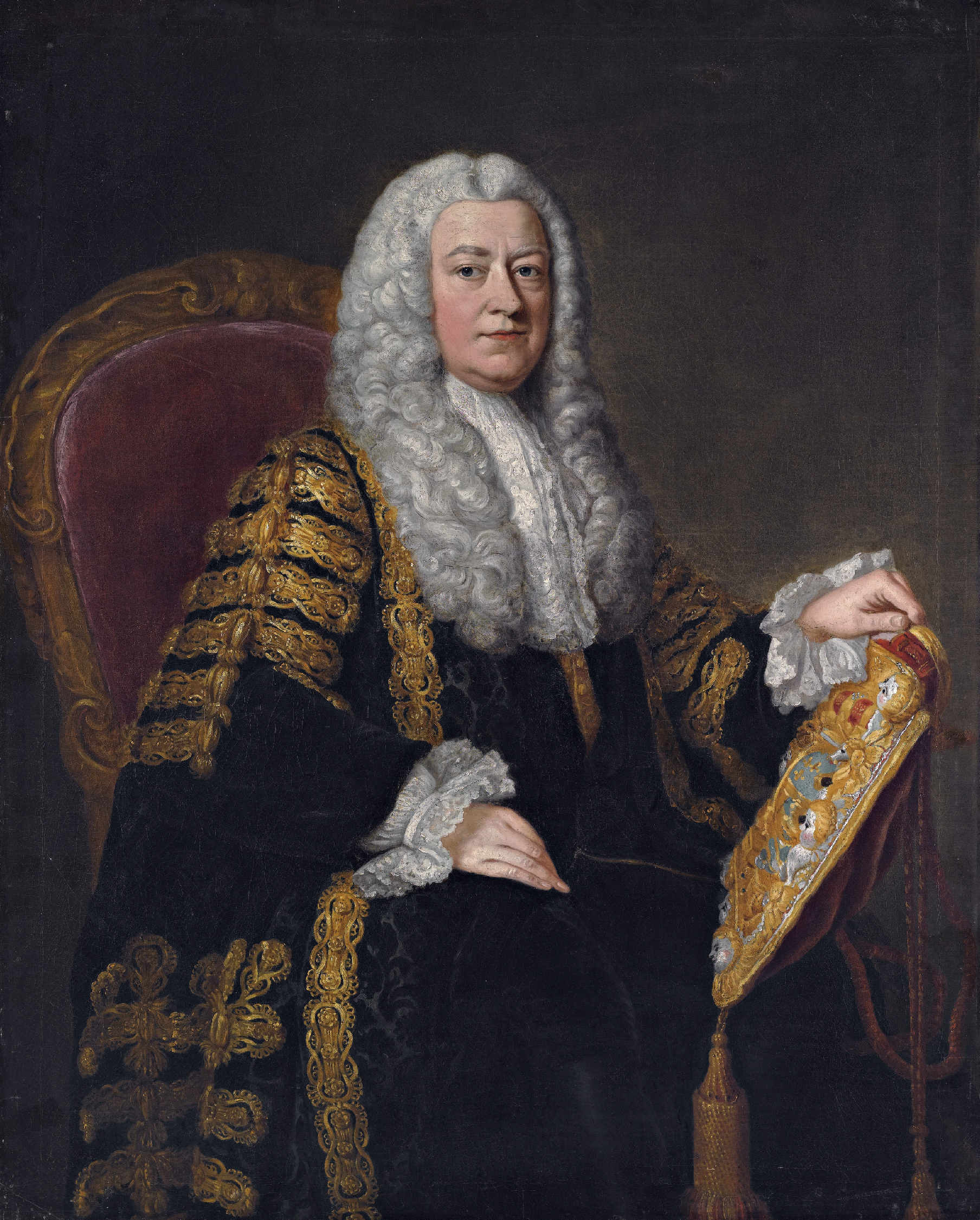
Philip Yorke, 1. Earl of Hardwicke, in der Robe des Lord Keeper of the Great Seal, Gemälde von William Hoare, 1763

Philip Yorke, 1. Earl of Hardwicke (* 1. Dezember 1690 in Dover; † 6. März 1764 in London) war ein britischer Rechtsanwalt und Politiker. Von 1737 bis 1756 war er britischer Lordkanzler.

## Leben

### Herkunft und Ausbildung
Er war der Sohn des Solicitors Philip Yorke († 1721) aus dessen Ehe mit Elizabeth Gibbon. Durch seine Mutter war er mit dem Historiker Edward Gibbon verwandt.
Ausgebildet wurde Philip Yorke an einer Schule in Bethnal Green in Middlesex, die von Samuel Morland, einem Nonkonformisten, geleitet wurde. Im Alter von 16 Jahren trat Yorke in die Anwaltskanzlei von Charles Salkeld in Holborn, London, ein. Im November 1708 wurde er in den Middle Temple aufgenommen und möglicherweise von seinem Arbeitgeber an Thomas Parker, 1. Earl of Macclesfield, als Tutor für seine Söhne empfohlen.
Im Jahr 1715 wurde Yorke als Barrister zugelassen, wo er schnell große Fortschritte machte. Sein Aufstieg wurde durch die Schirmherrschaft von Thomas Parker, 1. Earl of Macclesfield, der 1718 Lordkanzler wurde, stark gefördert, als Yorke sein Anwaltsbüro vom Court of King’s Bench an den Court of Chancery verlegte.
Mithilfe des Einflusses des Earl of Macclesfield wurde Yorke 1719 als Abgeordneter für das Borough Lewes in Sussex ins Unterhaus des britischen Parlaments gewählt, ein Jahr später wurde er zum Sollicitor-General ernannt und zum Knight Bachelor geschlagen, obwohl er zu diesem Zeitpunkt erst seit vier Jahren als Anwalt praktizierte.

### Karriere
Die Strafverfolgung von Christopher Layer wegen Hochverrats als Jakobit steigerte Yorkes Ruf als scharfsinniger Rhetoriker, und 1723, nachdem er bereits Generalstaatsanwalt geworden war, brachte er im Unterhaus die Bill of pains and penalties gegen Francis Atterbury durch. 1725 wurde er aufgrund seiner persönlichen Freundschaft davon befreit, bei der Anklage gegen den Earl of Macclesfield im Namen der Krone zu handeln; bald darauf fand er im Duke of Newcastle einen neuen Gönner.
Lord Hardwicke ist auch als einer der beiden Verfasser des Yorke-Talbot-Gutachtens zur Sklaverei in Erinnerung geblieben, das er 1729 als Kronjustiziar verfasste. Mit diesem Gutachten sollte die Rechtmäßigkeit der Sklaverei festgestellt werden. Philip Yorke und Charles Talbot vertraten die Ansicht, dass sie legal sei. In der Regierung Walpole leistete Yorke wertvolle Dienste, indem er das Gesetz über das Verbot von Krediten an ausländische Mächte (1730), die Aufstockung der Armee (1732) und das Verbrauchssteuergesetz (1733) unterstützte.
1733 wurde Yorke als Baron Hardwicke zum erblichen Peer erhoben, zum Lord Chief Justice of the King’s Bench ernannt und als Mitglied des Privy Council vereidigt. 1737 trat er die Nachfolge von Lord Talbot als Lordkanzler an und wurde damit Mitglied des Kabinetts von Walpole. Eine seiner ersten Amtshandlungen bestand darin, dem Dichter James Thomson ein kleines Amt zu entziehen, das ihm von Talbot übertragen worden war.
Hardwickes politische Bedeutung wurde durch seinen Wechsel in das Oberhaus erheblich gesteigert, wo die Unfähigkeit Newcastles dem Lordkanzler die Aufgabe auferlegte, die Maßnahmen der Regierung zu verteidigen. Er widersetzte sich Carterets Antrag auf Verkleinerung der Armee im Jahr 1738 und den spanienfeindlichen Resolutionen in der Angelegenheit von Jenkin’s Ear. Als Walpole sich schließlich dem Sturm beugte und Spanien den Krieg erklärte, setzte sich Hardwicke für energische Maßnahmen zu dessen Durchführung ein und versuchte, den Frieden zwischen Newcastle und Walpole zu wahren.
Überraschenderweise erhielt er auch in der folgenden Regierung die Kanzlerschaft. Er übte einen führenden Einfluss im Kabinett Wilmington aus, und als Wilmington im August 1743 starb, war es Hardwicke, der Henry Pelham gegen die Ansprüche William Pulteneys für das vakante Amt vorschlug. Von diesem Zeitpunkt an war er viele Jahre lang die bestimmende Kraft in der Regierung.
Während der Abwesenheit des Königs auf dem Kontinent stand Hardwicke an der Spitze des Regentschaftsrates, ihm oblag es daher, die Maßnahmen gegen den Jakobitenaufstand von 1745 abzustimmen. Nach der Schlacht bei Culloden führte er den Vorsitz im Prozess gegen die schottischen Jakobiten, den er zwar unparteiisch, aber wenig großzügig führte. Er war mitverantwortlich für die Strenge, mit der gegen die Rebellen vorgegangen wurde, und insbesondere für die Hinrichtungen von Charles Radclyffe und Archibald Cameron of Locheil aufgrund veralteter Acts of Attainder. Im Jahr 1746 führte er eine große Reform durch, die die in Schottland in Form privater, vererbbarer Gerichtsbarkeiten in den Händen des Landadels fortbestehende feudale Macht beseitigte. Andererseits war seine Gesetzgebung von 1748 zur Entwaffnung der Highlander und zum Verbot der Verwendung von Schottenkaro in ihrer Kleidung schikanierend, aber nicht wirksam. Hardwicke unterstützte Chesterfields Reform des Kalenders im Jahr 1751, 1753 musste sein Gesetzentwurf zur Legalisierung der Einbürgerung von Juden in England wegen des Aufruhrs in der Bevölkerung fallen gelassen werden, aber er setzte erfolgreich ein Ehegesetz durch, das die Grundlage für spätere Gesetze wurde.

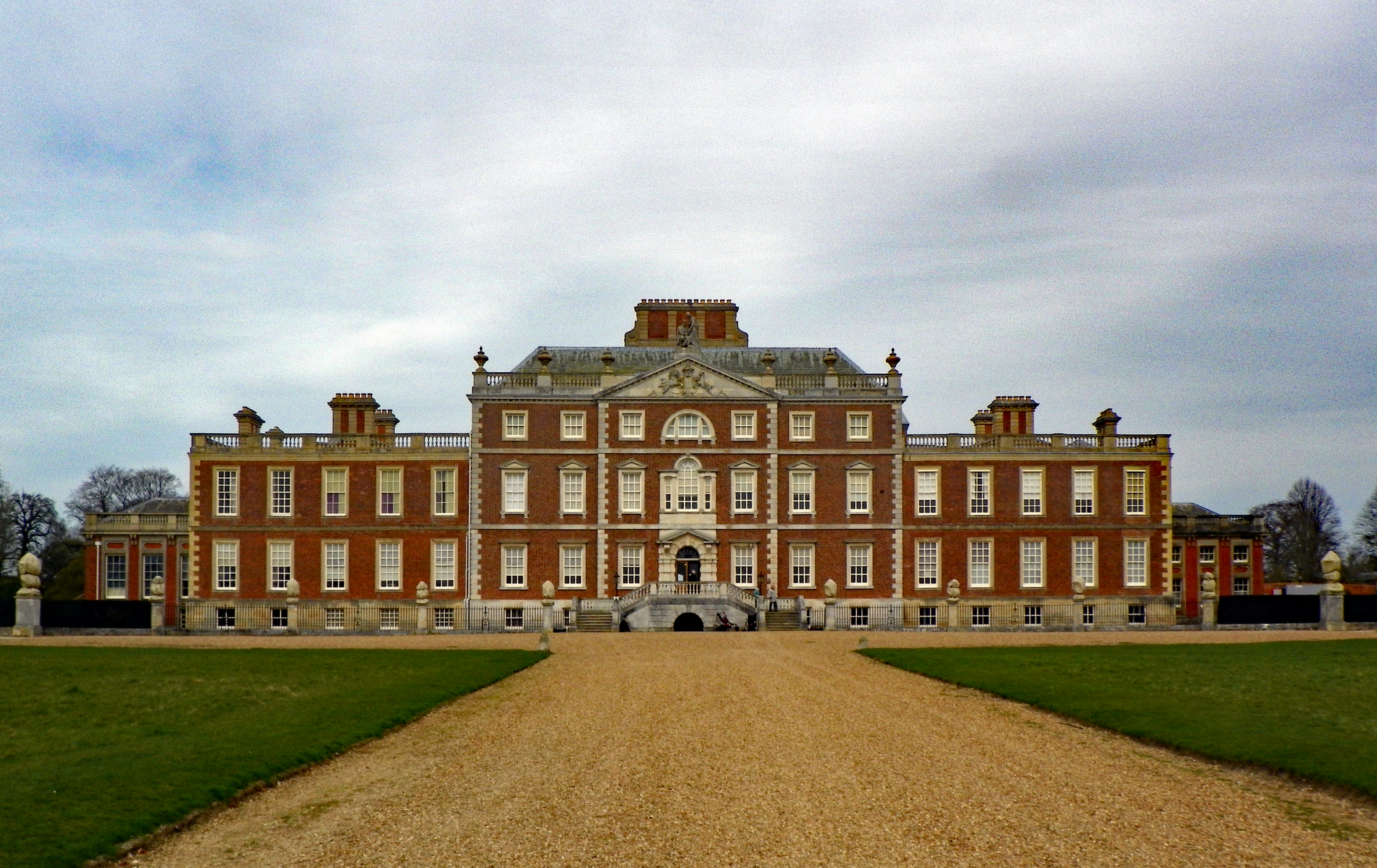
Wimpole Hall, 1739 von Philip Yorke erworben

Nach dem Tod Premierministers Pelham im Jahr 1754 erwirkte Hardwicke für Newcastle das Amt des Premierministers und wurde zur Belohnung zum Earl of Hardwicke und Viscount Royston ernannt. Als Newcastle im November 1756 aufgrund der Schwäche des Ministeriums und der bedrohlichen außenpolitischen Lage zum Rücktritt gezwungen war, zog sich Hardwicke mit ihm zurück. Er war an den Verhandlungen über die Koalition zwischen Newcastle und Pitt im Jahr 1757 beteiligt, als er einen Sitz in Pitts Kabinett annahm, ohne das Amt des Lordkanzlers zurückzuerhalten. Nach der Thronbesteigung Georgs III. widersetzte sich Hardwicke 1762 dem Ministerium von Lord Bute in Bezug auf den Frieden mit Frankreich und im darauf folgenden Jahr in Bezug auf die Apfelweinsteuer.
Er starb am 6. März 1764 in London. Beigesetzt wurde er im St. Andrew Churchyard in Wimpole. Sein ältester Sohn Philip folgte ihm als Earl of Hardwicke nach.

## Ehe und Nachkommen

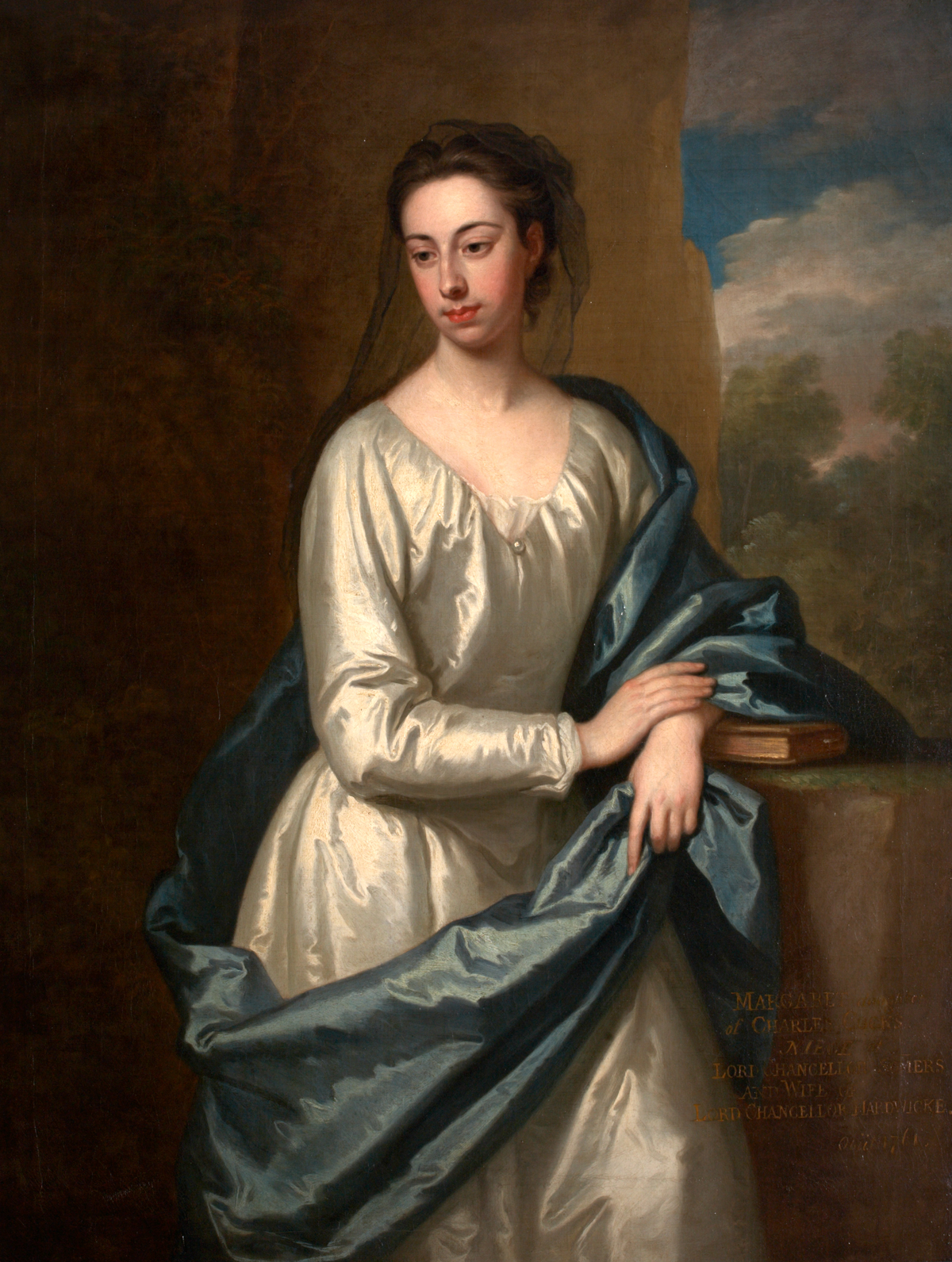
Margaret Cocks, Ehefrau von Philip Yorke

Am 16. Mai 1719 heiratete Philip Yorke Margaret Cocks, die Tochter von Charles Cocks und Mary Somers (Schwester des Lordkanzlers John Somers, 1. Baron Somers). Sie war die Witwe von William oder John Lygon, der 1716 kinderlos gestorben war. Philip und Margaret hatten fünf Söhne und zwei Töchter:
- Philip Yorke, 2. Earl of Hardwicke (1720–1790);
- Hon. Charles Yorke (1722–1770), MP, Lordkanzler;
- Joseph Yorke, 1. Baron Dover (1724–1792), MP, General der British Army;
- Lady Elizabeth Yorke (1725–1760), ⚭ George Anson, 1. Baron Anson, Admiral der Royal Navy;
- Hon. John Yorke (1728–1801), MP;
- Rt. Rev. Hon. James Yorke (1730–1808), Bischof von Ely;
- Lady Margaret Yorke († 1769), ⚭ Sir Gilbert Heathcote, 3. Baronet.